# Філіп Е. Гай
Філіп Емпсон Гай (англ. Philip Empson High; нар. 28 квітня 1914 — пом. 9 серпня 2006) — англійський письменник-фантаст.

## Біографія
Філіп Емпсон Гай народився в місті Бігглсуейд (Бедфордшир) 28 квітня 1914 року. Починаючи з семи років і до кінця життя мешкав в графстві Кент. У Другу світову війну Гай служив у Королівських ВМС. Після війни був комівояжером, газетним репортером, страховим агентом. У 1950 році Філіп Гай одружився з Памелою Бейкер (Pamela Baker). З 1951 року і до пенсії (1979 рік) працював водієм автобуса.
Філіп почав писати починаючи з 16 років. Він перепробував себе у всіх видах белетристики, крім фантастики, хоча скуповував всі НФ журнали, які виходили на той момент. Навіть у війну йому вдавалося читати фантастичні журнали, поки через дефіцит паперу більшість цих видань не призупинило свою діяльність.

## Літературна діяльність
Починаючи з 1950-х років Філіп пробує себе у жанрі наукової фантастики. У вересневому номері журналу «Authentic Science Fiction» 1955 року було надруковане його перше науково-фантастичне оповідання «Статики» (The Statics). «Я отримав за цю публікацію шість гіней, що стало самим гострим відчуттям в моєму житті. Я двічі пройшов по стіні і уздовж стелі!».
До 1964 року Гай активно друкується в провідних британських НФ журналах, тоді ж виходить в світ його перший роман «Щедре Сонце», де в ролі головного героя виступає хлопчик на ім'я Дункан, вихований на планеті Маттрейн представниками вищої цивілізації. Коли, Дункана повертають на його рідну планету — Землю, його зустрічає підозра, ненависть, ворожість. Це не зупиняє головного героя на шляху головного завдання — зробити Землю рівною іншим народам Галактики. Всі наступні романи Гая поєднували соціальні та політичні ідеї з елементами пригодницької фантастики.

## Основні літературні твори
«Божевільний Метрополіс» (1966). Дія роману розгортається в майбутньому. Головний герой— звичайний обиватель Стівен Кук є жителем «Вільного міста», з'явитися на вулицях якого для його жителів рівносильно смерті. Якось його викидають на вулицю з бару, де він обов'язково б загинув, але втручаються «Оракули» — загадковий правлячий клас, від яких він дізнається про неймовірне. Управління «Вільними містами» вже тривалий час здійснюється комп'ютером по імені Мати. Конкуруючі між собою банди намагаються захопити владу і знищити Мати. Тим паче, що соціум цього світу викликав у комп'ютера «невроз». Стівен Кук, який потрапив у саму гущу цих подій, для себе зробив єдиний висновок: хоча правління комп'ютера обмежує свободу для людей, але правління банд — означає смерть існуючого порядку речей і занурення в махровий тоталітаризм.

«Ці дикі футуріанці» (1967). У романі людська цивілізація перебуває біля небезпечної межі: їй загрожує загибель від запланованого старіння в результаті небезпечного наукового експерименту. Герой роману для порятунку всього суспільства створює за допомогою передової нанотехнології мініатюрні механізми, які повинні були знищити небезпечний вірус, але раптом виникає розумна цивілізація мікробів!

 «Найманці часу» (1968). Команда субмарини, затонулої під час другої світової війни у ХХ столітті, повернута до життя в далекому майбутньому і допомагає в боротьбі людей з інопланетними загарбниками, тому що прибульці на генетичному рівні придушили в людях здатність до опору ворогам.

«Заборонена реальність» (1976). В цьому творі на наших очах проходить виникнення, становлення і перетворення тоталітарного суспільства, яке фактично поділене на дві раси: рабів і панів. Але це зроблено так витончено, що «раби» навіть не здогадуються про свої ланцюги. Вони не здогадуються, що все, що відбувається — це не результат випадковості, а результат чиєїсь злої волі. Волі людини, яка випадково отримала, необмежений нічим, крім її кримінальної фантазії, доступ до наукових технологій інопланетної раси. Тієї раси, яка на багато мільйонів років випередила людей у розвитку. Разом з головним героєм ми поступово усвідомлюємо глибину прірви, в яку поринуло людство. Бачимо, як герой знаходить у собі сили, щоб піднятись з колін і зробити дії, однаково несподівані, як для його ворогів, так і для його друзів. Він знаходить новий шлях для себе і зустрічає дівчину своєї мрії.

## Подальша діяльність
Гай видав більше десятка науково-фантастичних романів, але все одно вся його більш ніж 20-літня літературна кар'єра була для письменника не більше ніж хобі. Останній роман письменника вийшов у 1979 році — «Наосліп з зірок», який співпав з пенсією Філіпа Гая. Після цього протягом декількох років він на своєму фургоні займався перевезенням квітів для весіль, інших урочистостей та похорону, і в той же час писав фантастичні оповідання, які, незрозуміло чому, не публікувалися. Лише в 1997 році з ним зв'язався редактор нового журналу «Fantasy Annual» Філіп Харботтл (Philip Harbottle), який купив у Філіпа Гая розповідь «Поцілунок» і опублікував його у другому номері журналу за 1998 рік. Автор знову почав публікуватися і навіть (за допомогою все того ж Філіпа Харботтла) видав дві збірки своїх оповідань.
Після смерті дружини, в останні роки Філіп Гай жив у Кентербері (графство Кент) разом з двома своїми дочками Беверлі і Жаклін і помер 9 серпня 2006 року у віці 92 років.

### Романи
- 1964 — Щедре сонце (The Prodigal Sun)
- 1964 — Немає світу з Террою (No Truce with Terra)
- 1966 — Божевільний метрополіс (The Mad Metropolis)
- 1967 — Ці дикі футуріанці (These Savage Futurians)
- 1967 — Заборонена реальність (Reality Forbidden)
- 1967 — Планети-близнюки (Twin Planets)
- 1968 — Загарбник на моїй спині (Invader on My Back)
- 1968 — Найманці часу (The Time Mercenaries)
- 1971 — Планета метеликів (Butterfly Planet)
- 1973 — Доброго полювання, землянин (Come, Hunt an Earthman)
- 1973 — Продано — для зорельота (Sold — For a Spaceship)
- 1974 — Розмова динозаврів (Speaking of Dinosaurs)
- 1978 — Втікач у часі (Fugitive from Time)
- 1979 — Наосліп з зірок (Blindfold from the Stars)